# Букцулеи
Букцулеите (gens Bucculeia) са фамилия от Древен Рим.
Известни от фамилията:
- Марк Букцулеий, учен, споменат от Цицерон в хумористичен анекдот.